# 南紀勝浦温泉
南紀勝浦温泉（なんきかつうらおんせん）は、和歌山県東牟婁郡那智勝浦町（旧国紀伊国）にある温泉である。もともと勝浦温泉と呼ばれていたが、近年になって旅行業界や観光協会などが「南紀」を冠するようになった。近畿圏では一般に「勝浦」だけで当温泉地を指す。

## 概要
南紀白浜温泉と並ぶ、和歌山県を代表する温泉地である。世界遺産に登録された那智山や那智滝、熊野三山、吉野熊野国立公園への拠点でもある。近畿圏、中京圏双方の奥座敷として、最寄り駅の紀伊勝浦駅へは当地への観光客を乗せて京都・大阪、名古屋の双方から特急列車がやってくる。

## 泉質
- 含食塩硫化水素泉
- 単純硫黄泉
- 含食塩硫黄泉
- 含硫黄-ナトリウム・カルシウム-塩化物泉

など

## 温泉街

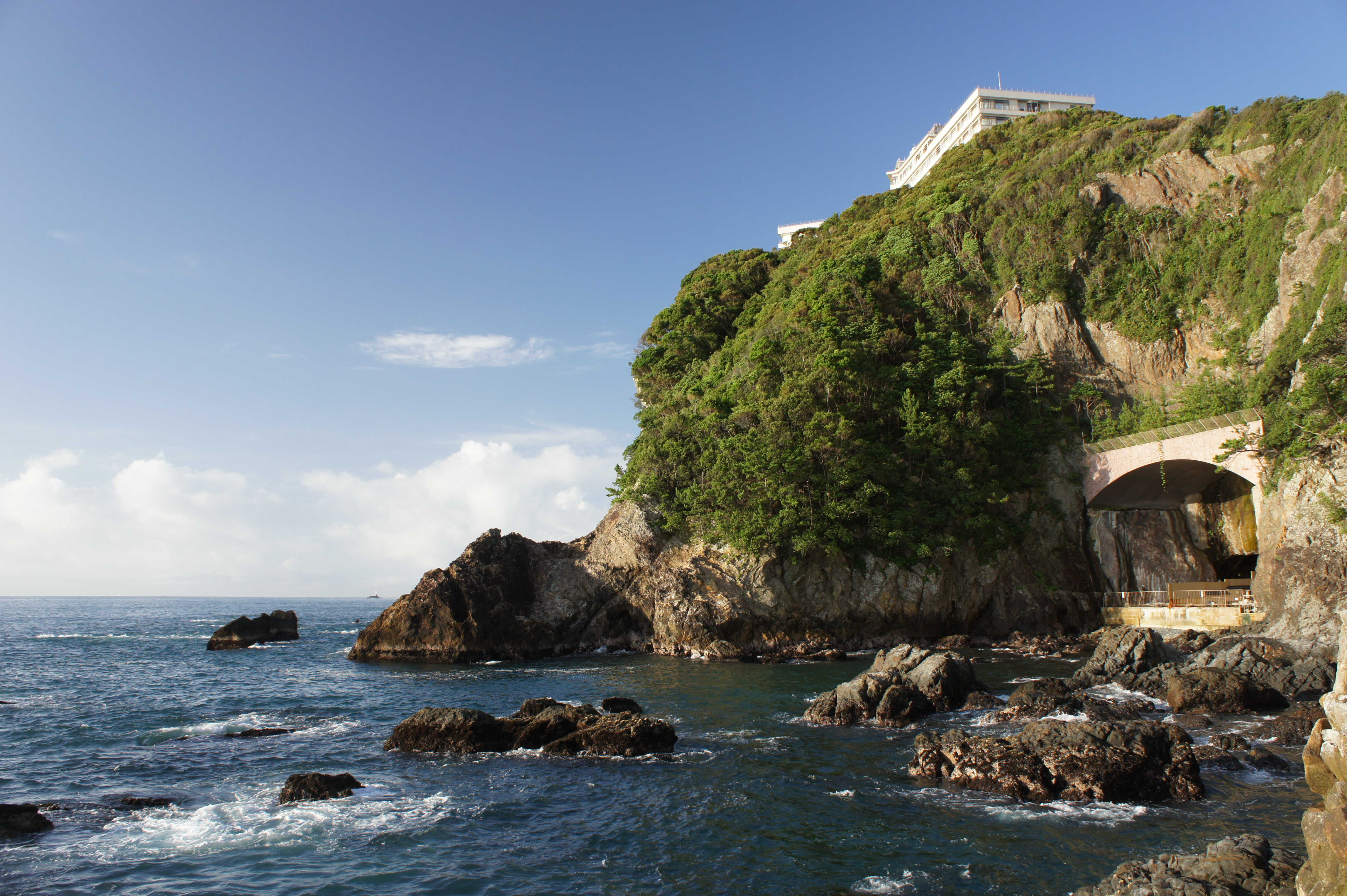
忘帰洞 （ホテル浦島）

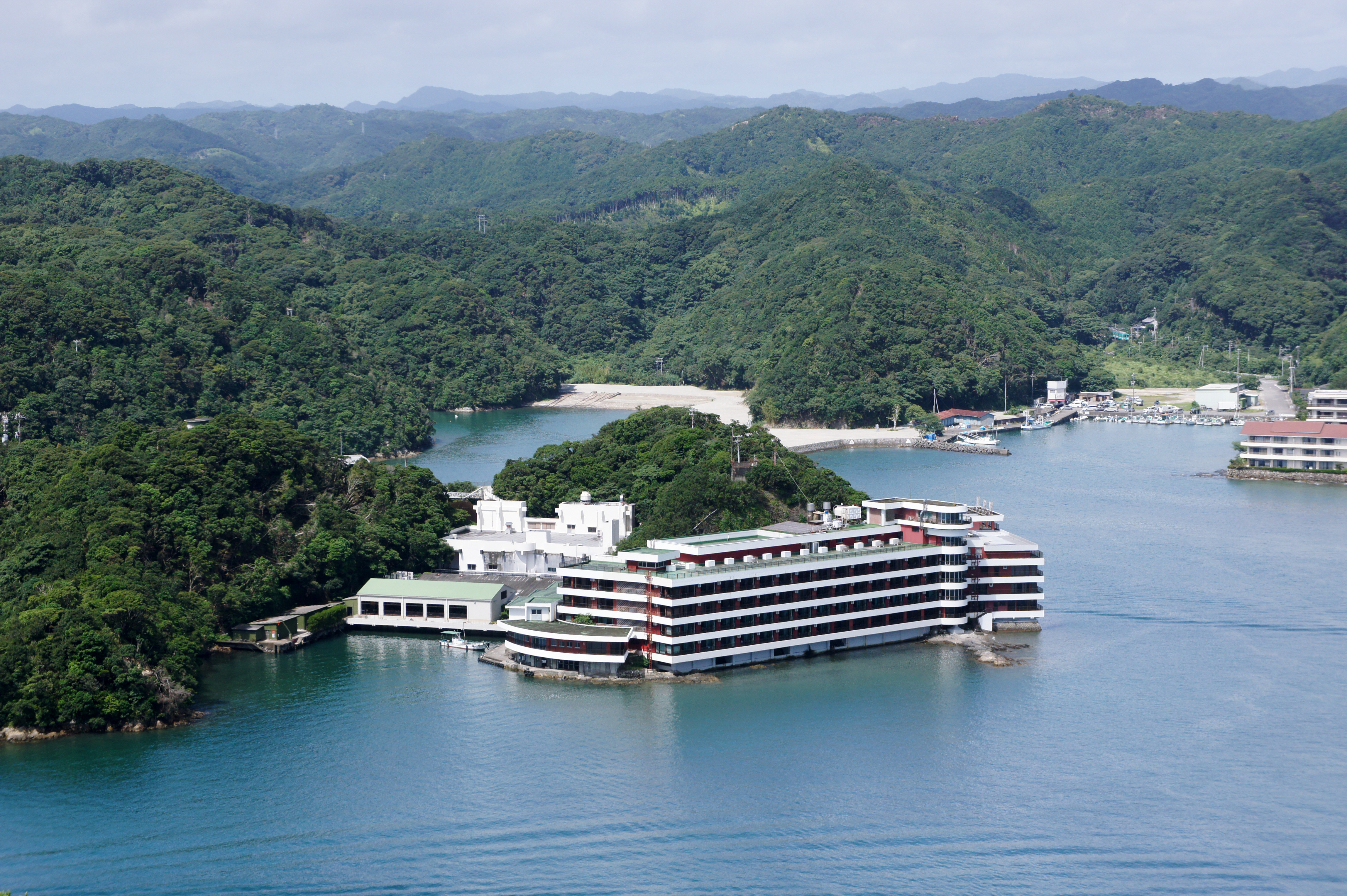
ホテル中の島

太平洋に面したリアス式海岸、南紀の景勝地である紀の松島から勝浦港にかけてに大小のホテル、旅館が集まっている。中には島や岬に立地するホテル、旅館がある。それらの宿泊施設は、観光桟橋からの船便が本土との唯一の交通手段になるため、深夜まで船は航行している。また狼煙半島全体を敷地とするホテル浦島には、忘帰洞と玄武洞という太平洋に面した自然の洞窟の浴場があり、碧き島の宿 熊野別邸 中の島（旧ホテル中の島）の紀州潮聞之湯とともに当温泉地のシンボルになっている。
南紀白浜と並ぶ観光拠点であり、行楽向けの温泉として知られるが、日帰りの行楽地ではないため白浜のような大型レジャー施設は存在しない。風光明媚な自然や近隣の世界遺産熊野古道、那智滝などを目的とする行楽客が多数である。また、紀伊勝浦漁港は全国有数のマグロ漁基地として知られ、マグロが名物となっている。隣の太地町は鯨の調査捕鯨を行っているため、この勝浦でも鯨料理が出されることが多い。
温泉街の外れには共同浴場「はまゆ」が存在し、地元の漁師などがよく利用している。
毎年11月には、熊野那智大社への献湯祭が行われる。

## 歴史
古くは2つの異なる温泉であり、古くは磯の湯や赤島温泉などと呼ばれていた。磯の湯の開湯は弘化以前であると言われる。赤島温泉は開湯年代は不明である。現在では両方とも南紀勝浦温泉と呼ばれている。温泉地として開けていったのは、大正時代からのボーリング開鑿による。以後は至る所で掘鑿が行われ、源泉の数は優に100を超え、各の旅館が自分の源泉を持っている。尚、大正時代には、紀州徳川家15代当主である徳川頼倫が訪れた。洞窟の温泉に入浴した際に、「帰るのを忘れるほどである」と賞賛した。その際に入浴した洞窟風呂は現在の忘帰洞であり、命名の理由は賞賛の言葉に因る。
急速に発展を遂げた契機は、1950年（昭和25年）の吉野熊野国立公園指定後である。知名度アップに伴い観光客が増加、昭和30年代には新婚旅行のメッカにもなって、大いに繁栄した。更に1978年（昭和53年）には国鉄・紀勢本線（和歌山駅〜新宮駅間）の電化により、アクセスが向上した。その一方で、山陽新幹線の博多発着以後、国内旅行人気は九州にシフトしたため、宿泊客は一時100万人を割り込み、以後は好不調を繰り返している。
因みに、近年は「紀伊山地の霊場と参詣道」の世界遺産指定を受け、残された大自然および文化遺産とともに再び脚光を浴びつつある。

## 周辺情報
- 紀伊山地の霊場と参詣道 
  - 熊野古道
    - 大門坂

  - 熊野那智大社
  - 飛瀧神社
  - 那智滝
  - 青岸渡寺
  - 熊野三所大神社
  - 補陀洛山寺
- 紀の松島
- 狼煙半島

## アクセス
- 鉄道： 紀勢本線紀伊勝浦駅（特急停車駅、新大阪、京都、名古屋から直通特急あり）下車すぐ
- 車： 阪和自動車道、紀勢自動車道、国道42号、那智勝浦新宮道路で大阪から3時間30分程度
東名阪自動車道、伊勢自動車道、紀勢自動車道、国道42号、那智勝浦新宮道路で名古屋から3時間30分程度
- 高速バス
  - 大宮・池袋 - 南紀勝浦線 「勝浦温泉」バス停下車
- 飛行機
  - 南紀白浜空港（羽田発）から熊野御坊南海バスリムジンバスで2時間程度